# Brennan Othmann
Brennan Othmann, född 5 januari 2003, är en kanadensisk-schweizisk professionell ishockeyforward som är kontrakterad till New York Rangers i National Hockey League (NHL) och spelar för Hartford Wolf Pack i American Hockey League (AHL).
Han har tidigare spelat för EHC Olten i Swiss League (SL) och Flint Firebirds och Peterborough Petes i Ontario Hockey League (OHL).
Othmann draftades av New York Rangers i första rundan i 2021 års draft som 16:e spelare totalt.

## Statistik
| 2018–2019  | Don Mills Flyers U16 | GTHL       | 33  | 33 | 31  | 64  | 30  | —  | —  | —  | —  | —  |
|            | Don Mills Flyers U16 |            | 72  | 66 | 80  | 146 | 48  | —  | —  | —  | —  | —  |
| 2019–2020  | Flint Firebirds      | OHL        | 55  | 17 | 16  | 33  | 36  | —  | —  | —  | —  | —  |
| 2020–2021  | EHC Olten            | SL         | 34  | 7  | 9   | 16  | 64  | 4  | 1  | 1  | 2  | 0  |
| 2021–2022  | Flint Firebirds      | OHL        | 66  | 50 | 47  | 97  | 65  | 19 | 9  | 15 | 24 | 18 |
| 2022–2023  | Flint Firebirds      | OHL        | 16  | 11 | 13  | 24  | 31  | —  | —  | —  | —  | —  |
|            | Peterborough Petes   | OHL        | 40  | 18 | 25  | 43  | 48  | 23 | 8  | 17 | 25 | 18 |
| 2023–2024  | New York Rangers     | NHL        | 1   | 0  | 0   | 0   | 0   | —  | —  | —  | —  | —  |
|            | Hartford Wolf Pack   | AHL        | 28  | 9  | 14  | 23  | 31  | —  | —  | —  | —  | —  |
| NHL totalt | NHL totalt           | NHL totalt | 1   | 0  | 0   | 0   | 0   | —  | —  | —  | —  | —  |
| OHL totalt | OHL totalt           | OHL totalt | 177 | 96 | 101 | 197 | 180 | 42 | 17 | 32 | 49 | 36 |

### Internationellt
| Källa: Uppdaterad: 2024-01-05 | Källa: Uppdaterad: 2024-01-05 | Källa: Uppdaterad: 2024-01-05 |         | Utv = Utvisningsminuter | Utv = Utvisningsminuter | Utv = Utvisningsminuter | Utv = Utvisningsminuter | Utv = Utvisningsminuter |
| År                            | Lag                           | Mästerskap                    | Matcher | Mål                     | Assists                 | Poäng                   | Utv                     |                         |
| ----------------------------- | ----------------------------- | ----------------------------- | ------- | ----------------------- | ----------------------- | ----------------------- | ----------------------- | ----------------------- |
| 2021                          | Kanada                        | U18-VM                        | 7       | 3                       | 3                       | 6                       | 6                       |                         |
| 2022                          | Kanada                        | JVM                           | 6       | 2                       | 4                       | 6                       | 2                       |                         |
| 2023                          | Kanada                        | JVM                           | 7       | 2                       | 4                       | 6                       | 0                       |                         |
| Junior totalt                 | Junior totalt                 | Junior totalt                 | 20      | 7                       | 11                      | 18                      | 8                       |                         |